# The Stupids
I The Stupids sono un gruppo punk hardcore inglese, formato negli anni ottanta da Tom Withers. Sono noti per aver partecipato a molte registrazioni con la BBC. Hanno annunciato l'uscita del loro nuovo album nel 2009.

## Formazione
- Tommy Stupid - chitarra, batteria
- Wolfie Retard - basso, voce
- Marty Tuff - chitarra
- Ziggy - batteria

## Discografia

### Album studio
- 1985 - Peruvian Vacation
- 1986 - Retard Picnic
- 1987 - Jesus Meets the Stupids

### Raccolte
- 1996 - Best of the Stupids

### EP
- 1985 - Violent Nun
- 1987 - Van Stupid
- 1987 - Frankfurter
- 1987 - Peel Sessions
- 1987 - Wipe out